# Fabiana (conduttrice radiofonica)
Fabiana, pseudonimo di Fabiana Paolini (Atene, 21 ottobre 1966), è una conduttrice radiofonica e pubblicista italiana.

## Biografia
Ha debuttato in piccole radio private di Ancona. Dopo una parentesi a Deejay Television nel 1990, è entrata a Radio 105 nel 1993, dove è rimasta fino a giugno 2012.
Nell'agosto 2013 è tornata in onda, per poche settimane, sulle frequenze di Radio Monte Carlo.
Ad agosto 2017 è approdata a Tmw Radio, la web radio di Tuttomercato Web. Da fine gennaio 2018, insieme a Lapo De Carlo ha condotto "2 in fuorigioco" programma in onda nel "drive-time" della neonata RMC Sport Network
A maggio 2019 è ritornata in onda sulle frequenze di Radio NumberOne insieme a Guido Monti. Nel 2020 è diventata titolare della fascia 12-14 su Radio Number One.